# Тайваньский фонд за демократию
Тайваньский фонд за демократию (англ. Taiwan Foundation for Democracy, TFD; кит. трад. 財團法人台灣民主基金會, пиньинь cáituán fǎrén táiwān mínzhǔ jījīnhuì) — недоходная организация, базирующаяся в Тайбэе. Была основана тайваньским Министерством иностранным дел. Заявленная цель фонда — продвижение демократии во всём мире. Фонд был создан в июне 2003 года как внепартийная недоходная организация.
Фонд был одним из главных спонсоров Фонда мемориала жертв коммунизма, пожертвовав последнему 1 миллион долларов США на возведение в Мемориала жертвам коммунизма в Вашингтоне.
9 ноября 2009 года TFD торжественно открыла фрагмент Берлинской стены, чтобы отметить 20-ю годовщину падения Берлинской стены как символа шествия к глобальной демократии.

## Программы
- Всемирный форум за демократизацию в Азии (WFDA)
- Азиатская премия за демократию и права человека

## Исполнительный совет
| Имя                 | Должность         | В должности с |
| ------------------- | ----------------- | ------------- |
| Ван Цзиньпин        | Председатель      | 2003          |
| Тимоти Ян Цзиньтянь | Вице-председатель | 2009          |
| Линь Вэньчэн        | Президент         | 2006          |